# Candesha Scott
Candesha Scott (sinh ngày 13 tháng 1 năm 1997) là một tay ném lao người Grenada. Cô trở thành người giữ kỷ lục quốc gia tại kỷ luật tại Thế vận hội Carifta 2016 với cú ném 51,13m. Cô đủ tiêu chuẩn để thi đấu tại Giải vô địch U20 thế giới IAAF 2016 ở Bydgoszcz, Ba Lan, nơi cô không đủ điều kiện cho trận chung kết javelin của phụ nữ. Scott đã hoàn thành tổng thể lần thứ 13 ghi lại cú ném tốt nhất của cô vào lần thử thứ hai trong số ba người được phân bổ, ném 47,86 mét. Cô đã được nhận vào học tại Đại học Trung tâm Arizona.

## Thành tích tốt nhất trong các nội dung kết hợp
| Nội dung       | Kết quả       | Địa điểm                       | Ngày                     |
| Ngoài trời     | Ngoài trời    | Ngoài trời                     | Ngoài trời               |
| -------------- | ------------- | ------------------------------ | ------------------------ |
| Vượt rào 100 m | 16,43         | Phoenix, AZ                    | Ngày 22 tháng 3 năm 2018 |
| Nhảy cao       | 1,49m         | Phoenix, AZ                    | Ngày 22 tháng 3 năm 2018 |
| Bắn đặt        | 12,64m        | Phoenix, AZ                    | Ngày 22 tháng 3 năm 2018 |
| 200 m          | 27,83         | Phoenix, AZ                    | Ngày 22 tháng 3 năm 2018 |
| Nhảy xa        | 5,16m         | Phoenix, AZ                    | 23 tháng 3 năm 2018      |
| Ném lao        | 49,92m        | Phoenix, AZ                    | 23 tháng 3 năm 2018      |
| 800 m          | 3: 03,88      | Phoenix, AZ                    | 23 tháng 3 năm 2018      |
| Bộ môn         | 4412 điểm     | liên_kết=\|viền Phoenix, AZ    | 23 tháng 3 năm 2018      |
| Trong nhà      |               |                                |                          |
| Vượt rào 60m   | 9,80 giây     | Lubbock, Texas                 | Ngày 2 tháng 3 năm 2018  |
| Nhảy cao       | 1,44 m        | Lubbock, Texas                 | Ngày 2 tháng 3 năm 2018  |
| Bắn đặt        | 13,15 m       | Lubbock, Texas                 | Ngày 2 tháng 3 năm 2018  |
| Nhảy xa        | 4,88          | Phoenix, AZ                    | 26 tháng 1 năm 2018      |
| 800 m          | 3: 02,32 giây | Mesa, AZ                       | Ngày 9 tháng 2 năm 2018  |
| Ngũ môn        | 2830 điểm     | liên_kết=\|viền Lubbock, Texas | Ngày 2 tháng 3 năm 2018  |

1. ↑  "Candesha SCOTT  Profile  World Athletics". worldathletics.org. Truy cập ngày 16 tháng 6 năm 2025.
2. ↑  "Bản sao đã lưu trữ". Bản gốc lưu trữ ngày 29 tháng 1 năm 2018. Truy cập ngày 7 tháng 7 năm 2019.
3. ↑  "Bản sao đã lưu trữ". Bản gốc lưu trữ ngày 3 tháng 2 năm 2017. Truy cập ngày 7 tháng 7 năm 2019.
4. ↑  "Candesha Scott is selected as the  NJCAA National Female athlete of the week,". Central Arizona College Sports. Truy cập ngày 16 tháng 6 năm 2025.
5. ↑  https://www.directathletics.com/results/track/53302_3287159.html